# Jörgen Löwenfeldt
Jörgen Löwenfeldt, född 1983, är en svensk journalist, författare och projektledare.
Löwenfeldt debuterade 2017 som romanförfattare med Ensamma tillsammans. Löwenfeldt var verksamhetsansvarig för Sveriges Internetmuseum åren 2015–2019. Åren 2019–2021 var han styrelseledamot i fotbollsklubben IFK Norrköping.
År 2019 tillträdde Löwenfeldt en tjänst som projektledare för digital insamling vid Nordiska museet. När covid-19-pandemin bröt ut 2020 ledde Löwenfeldt Nordiska museets omfattande insamling av allmänhetens berättelser och erfarenheter av pandemin. Insamlingen fick ett stort gensvar, med tusentals inskickade berättelser och internationell medieuppmärksamhet.  Året därpå initierade museet en liknande insamling av svenska folkets upplevelser av Rysslands invasion av Ukraina 2022. Han har även lett insamlingsprojektet "Vår framtid" om framtidsvisioner samt barninsamlingen "Mitt liv" i samarbete med UR.

## Författarskap
År 2017 utkom Löwenfeldts debutroman Ensamma tillsammans. Romanen är en relationshistoria som utspelar sig bland psykologstudenter vid Karolinska institutet, och tematiskt skildrar den det digitala samtidslivet och identitetsskapande online. Titeln anspelar på Sherry Turkles bok Alone Together, om livet i det digitala samhället. Ensamma tillsammans fick positiva recensioner; Norrköpings Tidningar skrev att Löwenfeldts förmåga att spegla samtidens uppkopplade liv gav debutromanen "ett skimmer av generationsroman". Modern Psykologi uppmärksammade också boken för sin insiktsfulla skildring av de digitala världar vi rör oss i.
Utöver romanen har Löwenfeldt även skrivit kortare skönlitterära texter. Han ligger bakom projektet "Bagatellerna" med surrealistiska mikronoveller, som har publicerats på Instagram och i nyhetsbrev. För Sveriges Radio skrev han novellen "Män som inte väntar", som sändes i P1-programmet Radionovellen. Han skrev totalt 13 noveller för radion, varav åtta senare utgavs som podcastserien "Människor som går iväg" där olika uppläsare framför texterna.